# Турецкий институт статистики
ТуркСтат (тур. Türkiye İstatistik Kurumu, аббр. TÜİK, англ. Turkish Statistical Institute, аббр. TurkStat) — турецкое правительственное агентство, занимающееся сбором и публикацией официальной статистики о Турции, её населении, ресурсах, экономике, обществе и культуре. Агентство было создано в 1926 году и имеет штаб-квартиру в Анкаре. Первоначально организация называлась Devlet İstatistik Enstitüsü (DİE или, по-английски, State Institute of Statistics), но была переименована в Türkiye İstatistik Kurumu (Turkish Statistical Institute) 18 ноября 2005 года.